# Paola Tedesco
Paola Tedesco (Roma, 28 marzo 1952) è un'attrice e doppiatrice italiana.

## Biografia

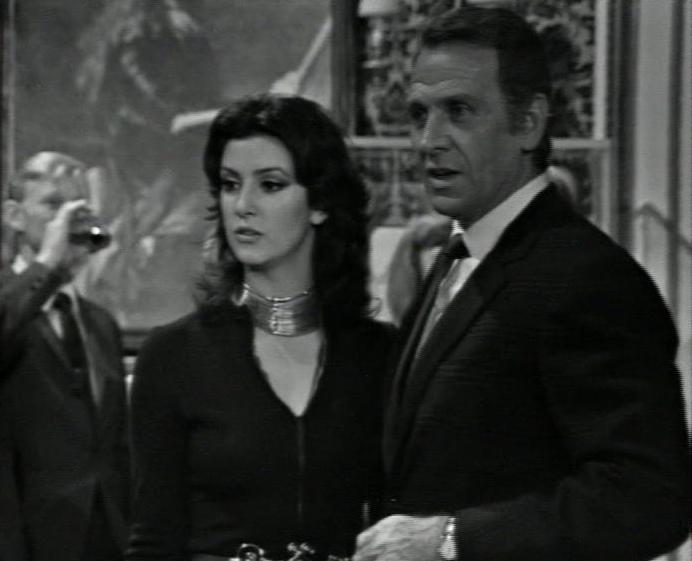
Paola Tedesco con Massimo Girotti ne Il segno del comando

Romana, figlia di Sergio Tedesco e sorella di Maurizio Tedesco, esordisce a dodici anni ne Il Vangelo secondo Matteo di Pier Paolo Pasolini (la madre è amministratrice di produzione del film), interpretando il ruolo di Salomè.
Dopo qualche ruolo secondario in film e miniserie televisive, tra le quali spicca Il segno del comando, la popolarità arrivò nel 1975, quando Pippo Baudo la scelse come valletta del programma televisivo Un colpo di fortuna, di cui cantò anche la sigla iniziale Batticuore.
Dalla bellezza austera, posò nuda nel 1976 per Playmen e per l'edizione italiana di Playboy, mostrandosi senza veli anche sul grande schermo in alcuni film erotici.
Nel 1980 diede il suo addio al cinema con il film Odio le bionde di Giorgio Capitani, per dedicarsi a tempo pieno all'attività di attrice teatrale, lavorando con registi come Pietro Garinei, Ugo Gregoretti e Gino Landi, e di doppiatrice, ripercorrendo le orme del padre Sergio.
Nel 1996 partecipò al video musicale di To Live & Die in L.A. di Tupac Shakur.

## Filmografia

### Cinema
- Il Vangelo secondo Matteo, regia di Pier Paolo Pasolini (1964)
- Satyricon, regia di Gian Luigi Polidoro (1968)
- Romeo e Giulietta, regia di Franco Zeffirelli (1968)
- Lady Barbara regia di Mario Amendola (1970)
- Beato fra le donne, regia di Serge Korber (1970)
- W le donne, regia di Aldo Grimaldi (1970)
- I due maghi del pallone, regia di Mariano Laurenti (1970)
- I due assi del guantone, regia di Mariano Laurenti (1971)
- Belle d'amore, regia di Fabio De Agostini (1971)
- Homo Eroticus, regia di Marco Vicario (1971)
- Boccaccio, regia di Bruno Corbucci (1972)
- I familiari delle vittime non saranno avvertiti, regia di Alberto De Martino (1972)
- Le Amazzoni - Donne d'amore e di guerra, regia di Alfonso Brescia (1973)
- Il giorno del furore, regia di Antonio Calenda (1973)
- La polizia accusa: il Servizio Segreto uccide, regia di Sergio Martino (1975)
- Il sogno di Zorro, regia di Mariano Laurenti (1975)
- Amore grande, amore libero, regia di Luigi Perelli (1976)
- Le seminariste, regia di Guido Leoni (1976)
- Il gatto dagli occhi di giada, regia di Antonio Bido (1977)
- Nerone, regia di Mario Castellacci (1977)
- Un'ombra nell'ombra, regia di Pier Carpi (1979)
- Odio le bionde, regia di Giorgio Capitani (1980)

### Televisione
- Il segno del comando, regia di Daniele D'Anza – miniserie TV (1971)
- La porta sul buio, regia di Dario Argento – miniserie TV (1973)
- Diagnosi, regia di Mario Caiano – miniserie TV (1975)
- La granduchessa e i camerieri, regia di Gino Landi – film TV (1977)
- Anche i bancari hanno un'anima, regia di Pietro Garinei e Gino Landi– film TV (1979)
- Concerto all'italiana, con Claudio Villa e Paola Tedesco,  regia di Mauro Macario (Rai, 1980)
- La felicità, regia di Vittorio De Sisti – miniserie TV (1981)
- Progetti di allegria, regia di Vittorio De Sisti – miniserie TV (1982)
- Sono momentaneamente a Broadway , regia di Pietro Garinei– film TV (1986)
- ...Per il resto tutto bene, regia di Stefano Satta Flores e Ugo Gregoretti (1986)
- Nonno Felice, regia di Giancarlo Nicotra – sitcom, episodio La grande sfida (1992)

## Teatro
- Jacopone da Todi, regia di Ruggero Miti (1970)
- Anche i bancari hanno un'anima di Italo Terzoli ed Enrico Vaime, regia di Pietro Garinei (1977-1980)
- Grandiosa svendita di fine stagione di Stefano Satta Flores e Marina Pizzi, regia di Stefano Satta Flores (1982)
- Per il resto tutto bene di Stefano Satta Flores e Marina Pizzi, regia di Ugo Gregoretti (1983)
- Il mercante di Venezia di William Shakespeare, regia di Nucci Ladogana (1985)
- Sono momentaneamente a Broadway di Italo Terzoli e Enrico Vaime, regia di Pietro Garinei (1986-1989)
- In America lo fanno da anni di Umberto Simonetta, regia di Umberto Simonetta (1989)
- Un giardino d'aranci fatti in casa di Neil Simon, regia di Silverio Blasi (1990)
- La pulce nell'orecchio di Georges Feydeau, regia di Gigi Proietti (1992)
- Falstaff e le allegre comari di Windsor di William Shakespeare, regia di Gianni Caliendo (1993)
- Il malato immaginario di Molière, regia di Sharoo Kheradmand (1994)
- La principessa di Czardas, operetta con musiche di Emmerich Kálmán, regia di Gino Landi (1995)
- Che magnifica serata, regia di Marco Parodi (1996)
- Cibo, regia di Saviana Scalfi (1996-1997)
- Casina di Plauto, regia di Aldo Giuffré (1999)
- Diana e la Tuda di Luigi Pirandello, regia di Arnoldo Foà (1999)
- Gli uccelli di Aristofane, regia di Livio Galassi (2007)
- Suoceri sull'orlo di una crisi di nervi di Mario Scaletta, regia di Giovanni De Feudis (2010-2011)

## Programmi TV
- Un colpo di fortuna (Programma Nazionale, 1975-1976)
- C'era una volta Roma (Rete 2, 1979)
- G. B. Show, regia di Gino Landi (Rete 1, 1980)
- Concerto all'italiana (Rete 2, 1980)
- Ma ce l'avete un cuore? (Rete 1, 1980)
- Se Parigi... (Rete 2, 1982)
- TV1 estate (Rete 1, 1983)

## Doppiaggio

### Cinema
- Jobeth Williams in Alla scoperta di papà
- Amanda Plummer in Joe contro il vulcano
- Elizabeth Ashley in Happiness - Felicità
- Kathleen Turner in Io & Marley
- Senta Berger in Rosamunde Pilcher - Quattro stagioni
- Jessica Turner in Lady D
- Marie-France Pisier in Sorprese d'amore

### Animazione
- Lady Velenia in Capitan Planet e i Planeteers
- Wanda in Arcobaleno
- Elgar in Le nuove avventure di Ocean Girl
- Principessa Lorelai in Argai
- Bia in Flipper & Lopaka
- Ethos in Arion
- Guardiana in La regina dei mille anni
- Rosa dei Venti in La gabbianella e il gatto
- Presidentessa del Consiglio in Lilo & Stitch, Provaci ancora Stitch!, Leroy & Stitch
- Miss Finster in Ricreazione, Ricreazione - La scuola è finita, Ricreazione: Stiamo crescendo, Ricreazione: Un nuovo inizio
- Zira in Il re leone II - Il regno di Simba, The Lion Guard
- Baba Yaga in Bartok il magnifico
- Zia Anna in Aiuto! Sono un pesce

### Televisione
- Alit Kreiz in Giasone e gli Argonauti
- Suzanne Pleshette in Good Morning Miami
- Cleo King in So NoTORIous
- Christine Willes in Reaper
- Arlene Dahl in Renegade (s.5, ep.17)
- Elizabeth Taylor in La tata (s.3, ep.21)
- Jenifer Lewis in Raven (s.1, ep.21)

### Videogiochi
- Zira ne Il Re Leone: La grande avventura di Simba[1]

## Doppiatrici italiane
- Vittoria Febbi in Lady Barbara, Beato fra le donne, I due assi del guantone, La polizia accusa: il Servizio Segreto uccide, W le donne
- Micaela Esdra in I due maghi del pallone
- Mirella Pace in I familiari delle vittime non saranno avvertiti
- Solvejg D'Assunta in Odio le bionde

## Discografia

### Singoli
- 1975 – Batticuore/Amore aspetta
- 1975 – Gira gira/Uomo bambino
- 1976 – Chi
- 1978 – Disco conquista/Non spegnere la luce (come Paola e Claudio)
- 1978 – Il gambero blu/Facciamo l'amore (split con Gino Bramieri)